# Skilpod
Skilpod is een bouwbedrijf met hoofdkantoor in Geel. Het produceert modulaire prefabwoningen en -appartementen, op basis van houtskeletbouw, en is actief in België en Nederland.
De naam Skilpod is een samenvoeging van 'skilpad' (Zuid-Afrikaans voor ‘schildpad’), 'skill' (Engels voor 'bekwaamheid' of 'bedrevenheid') en 'pod' (Engels voor 'verplaatsbare eenheid').

## Geschiedenis
Skilpod werd in 2012 opgericht door Filip Timmermans en Jan Vrijs. Toen focuste ze zich op eenmalige particuliere projecten op maat. In 2021, tijdens het jaarlijkse gala van de Gouden Baksteen, wonnen ze de Bouwunie-award 'Initiator van het jaar'. In 2022 bouwde ze in 4 dagen een woonwijk met 10 woningen in Lokeren. In november 2023 haalde Skilpod 11 miljoen euro kapitaal op voor de bouw van een nieuwe fabriek. Hiermee zal het jaarlijks 600 woningen en appartementen maken. Van de 11 miljoen is 8 miljoen van het Vlaamse Welvaartsfonds en 3 miljoen van bestaande aandeelhouders: Filip Timmermans, Jan Vrijs, het bouwbedrijf Van Roey en U2P.